# Princeton (New Jersey)
Pour les articles homonymes, voir Princeton.
Princeton est une ville américaine du New Jersey se trouvant dans le comté de Mercer. L’Université de Princeton est présente dans cette ville depuis 1746. Bien que Princeton soit une ville universitaire, il y a dans le voisinage de la ville de nombreux autres centres d’intérêt importants qui enrichissent sa puissance économique. Parmi ces entreprises et institutions, on retrouve : l’Institute for Advanced Study, Educational Testing Service (ETS), Opinion Research Corporation, Bristol-Myers-Squibb, Merrill Lynch, Sarnoff Corporation, FMC Corporation, la fondation Robert Wood Johnson, Princeton Theological Seminary, Westminster Choir College, Church and Dwight et Dow Jones & Company.
Un autre facteur qui joue un rôle important dans l’indépendance de cette ville est sa situation géographique ; elle est équidistante de Philadelphie et de New York. Depuis le début du XXe siècle, l’apparition des services ferroviaires et des autoroutes menant à ces deux villes en ont fait une ville-dortoir. À Princeton, on peut capter des émetteurs de radio et de télévision de ces deux villes.
La capitale du New Jersey est la ville de Trenton, qui se situe à environ 20 km (13 miles) de Princeton.

## Histoire

### Période coloniale
Les indiens Lenape sont les premiers indigènes identifiables de la région de Princeton. Les Européens n’établirent leur première colonie à cet endroit que dans le dernier quart du XVIIe siècle : le premier habitant européen dont le nom nous a été conservé est Henry Greenland, qui y établit une taverne en 1683. C'est dans cette taverne que des délégués de l'Est et de l'Ouest du Jersey décidèrent d'arrêter les limites d'un nouvel allotissement.
À l'origine, Princeton n'était qu'un lieu-dit de la vallée du Stony Brook, un sous-affluent du Raritan. James Leonard, évoquant cette bande de terre désolée dans son journal intime, la nomme alors Prince-town. Par la suite, la ville reçut différents noms parmi lesquels : Princetown, Prince's Town et finalement Princeton. Faute de meilleure hypothèse, on peut supposer que la ville a été baptisé en hommage au prétendant au trône d'Angleterre Guillaume d'Orange-Nassau, alors Prince d'Orange, mais selon Hageman, il pourrait s'agir d'une référence à un propriétaire de l'endroit, nommé Henry Prince ; l'hypothèse d'un hommage royal est néanmoins la plus vraisemblable, car trois faubourgs portent des noms similaires : Kingston, Queenstown (non loin du croisement de Nassau Street et de Harrison Street) et Princessville (Lawrence Township).

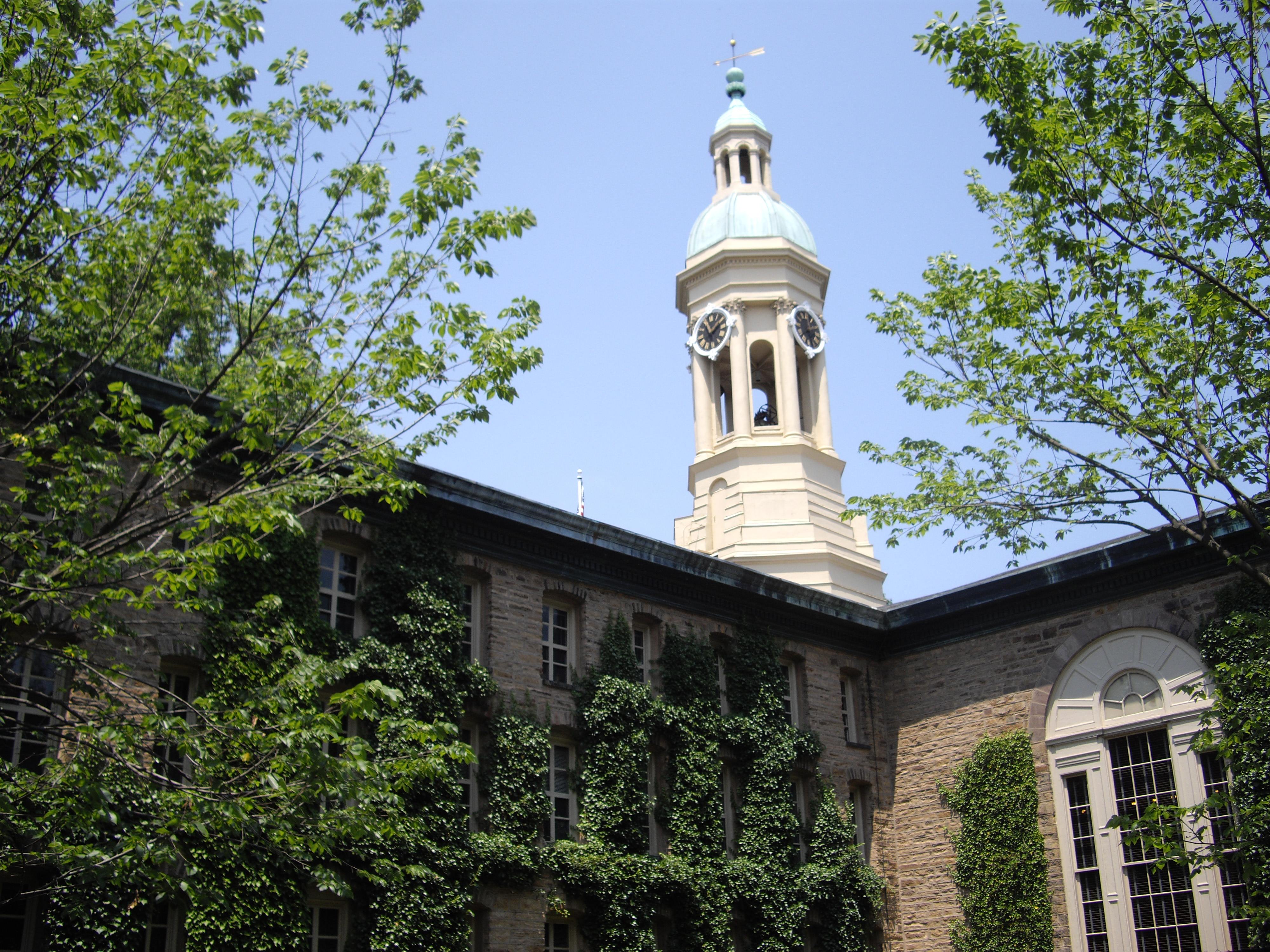
Nassau Hall, qui fut l'éphémère capitale des États-Unis en 1783

À sa mort en 1709, Richard Stockton, l'un des fondateurs du lotissement, légua la propriété à ses fils, qui firent prospérer l'exploitation et y attirèrent de nouveaux colons. D'après le Recensement des États-Unis de 1880, la population était à la fin du XIXe siècle de 3 209 habitants (sans compter les étudiants). La population s'accrut beaucoup au cours des décennies postérieures : selon le recensement de 2000, Princeton Borough comptait 14 203 habitants, mais Princeton Township en  comptait 16 207, ; puis elle a stagné. Mais depuis la création de l'Université  de Princeton en 1756, elle atteint des sommets chaque automne  et retombe dans le courant de l'été.

### La guerre d'Indépendance

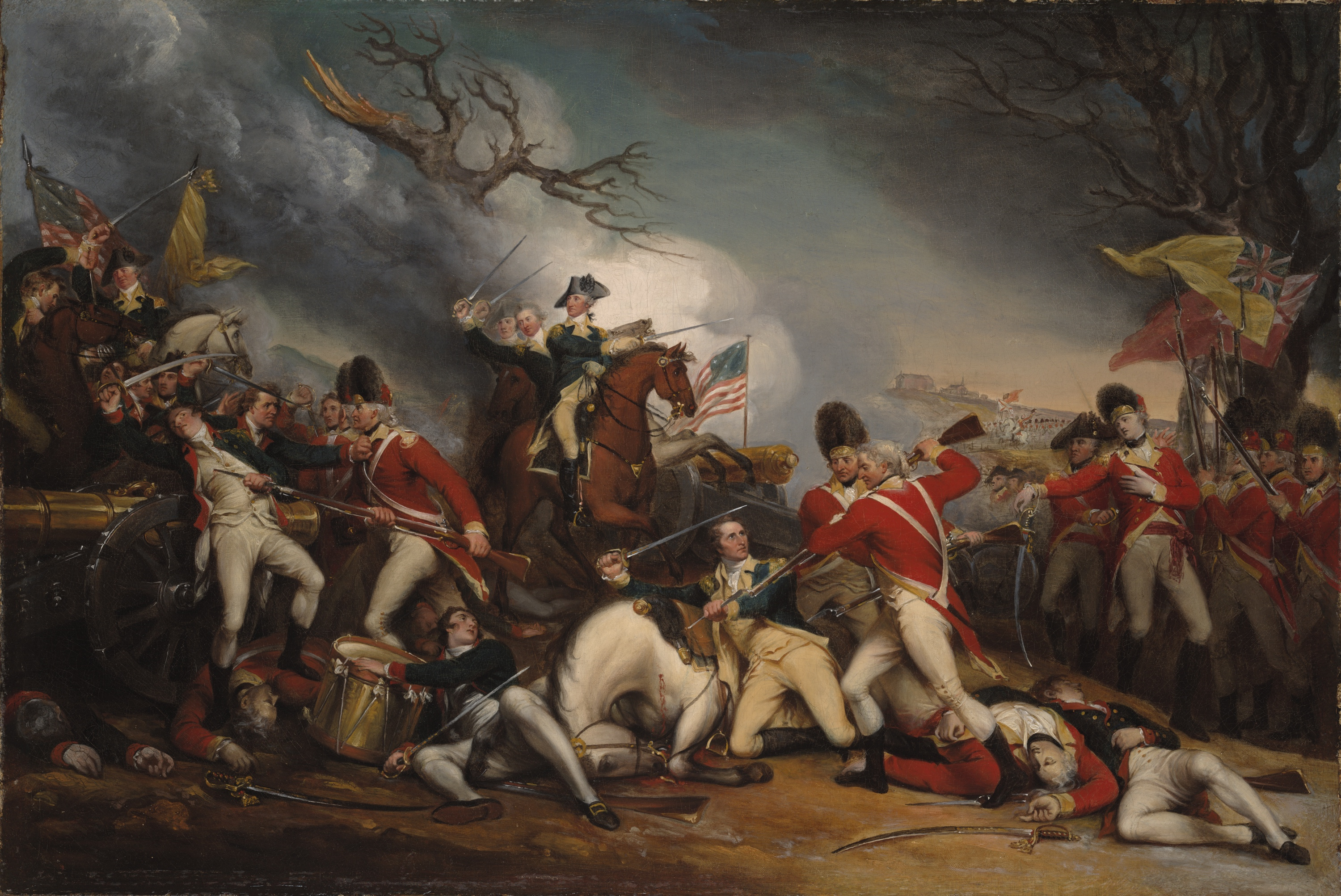
Bataille de Princeton, 1777

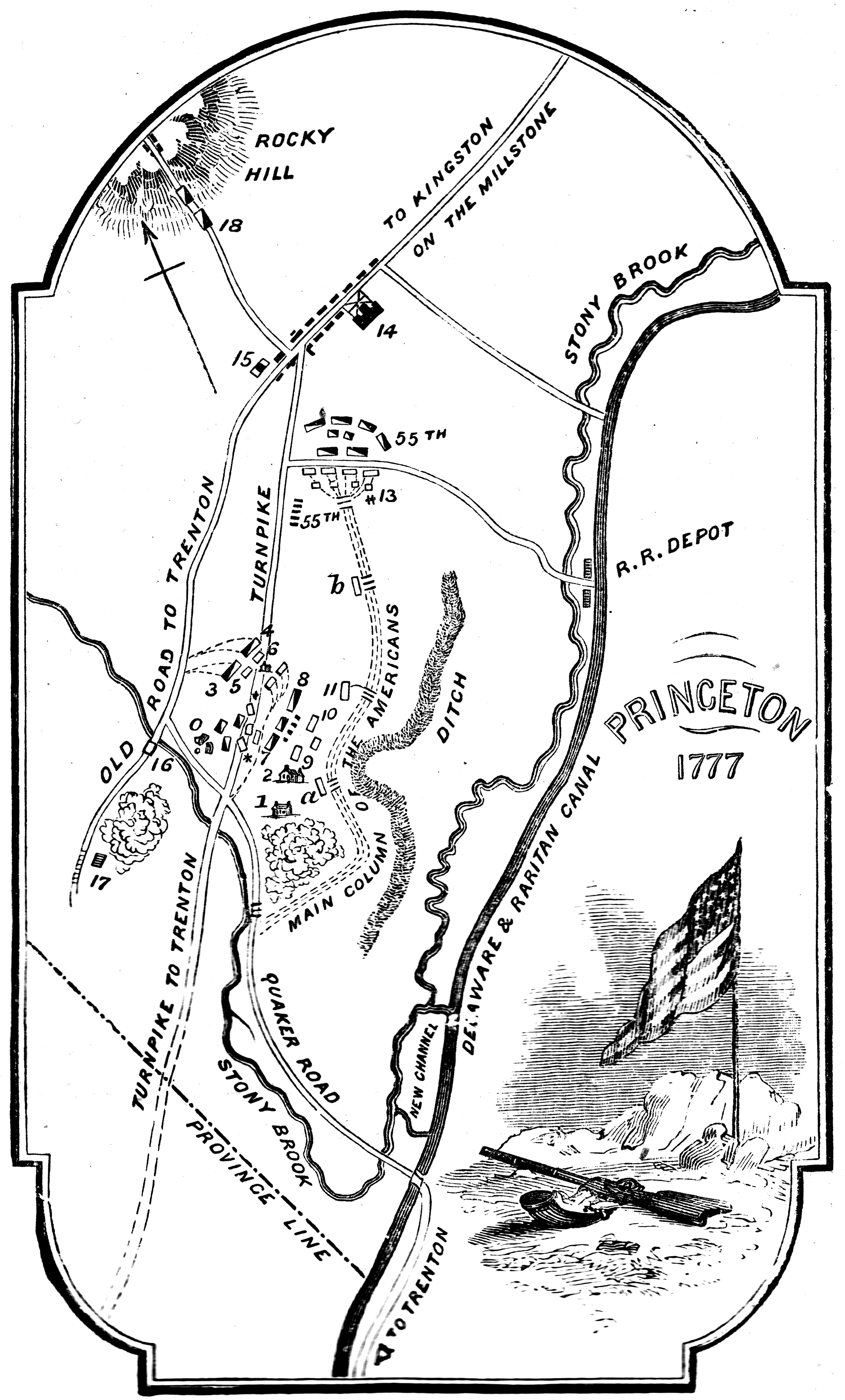
Bataille de Princeton, 1777

La cité est célèbre par la bataille de Princeton où s'opposèrent les colons américains et les troupes britanniques en 1777.
Au terme de la victoire de 1777, la ville accueillit la première convention des représentants de l'Etat du New Jersey, selon les termes de la nouvelle constitution : elle devait choisir les emblèmes de l'état, nommer un gouverneur et arrêter l'organisation administrative. En outre, comme deux des signataires de la Déclaration d'indépendance (Richard Stockton et John Witherspoon) résidaient à Princeton, on batisa deux rues de la ville en leur honneur. 
Bainbridge House, maison de style colonial qui avait accueilli le Second Congrès continental en 1783, servit longtemps de bibliothèque municipale. Elle est aujourd'hui propriété de l'Université de  Princeton, qui la loue depuis les années 1940 à l’Historical Society of Princeton (créée le 10 janvier 1938 par Henry E. Hale), pour un loyer symbolique de un dollar par an. L'édifice a conservé ses escaliers, son plancher et ses boiseries d'origine et au total, 70 % de la maison est restée en état : hormis le respect des nouvelles normes de sécurité (accès aux handicapés et électrification), elle a retrouvé son ordonnance du XVIIIe siècle.

### L'urbanisation
Tout au long de son histoire coloniale, Princeton demera une étape importante : la frontière entre le Comté de Somerset et le Comté de Middlesex passait à travers Princeton, le long de la grand-rue, aujourd'hui Nassau Street. Lors de la création du Comté de Mercer en 1838, une partie de la banlieue de West Windsor fut annexée à la moitié de Montgomery rattachée au nouveau comté, pour former le Township de Princeton ; les quartiers entre l'actuelle borough line et le Canal Delaware-Raritan y furent rattachés en 1853. Princeton Borough devint une municipalité distincte en 1894.
Au début du XIXe siècle, ces New Jersey boroughs n'étaient que des paroisses, administrées selon la banlieue à laquelle elles appartenaient. Princeton Borough fut rattaché en 1813 aux municipalités de Montgomery et de West Windsor ; cette situation se maintint jusqu'à la loi de 1894, faisant de chaque banlieue un district scolaire distinct ; or, plutôt que de se soumettre à cette décision, Princeton Borough fit pétition pour prendre son autonomie administrative. Deux modifications cadastrales mineures ont rattaché le quartier de l'Hôpital (1928) puis celui du lycée régional (1951) au Borough.

## Enseignement

### Universités
Princeton abrite l'université de Princeton ainsi que le Westminster Choir College récemment rattaché à Rider University dont le campus principal se situe à Lawrenceville, New Jersey.

## Princetonniens connus
Princeton a été le lieu de tournage de plusieurs films dont le plus connu est A Beautiful Mind, film sur le mathématicien schizophrène John Nash, prix Nobel d'économie en 1994, qui a remporté quatre Oscars. 
Le film L'Amour en équation (I.Q.) de 1995 dans lequel jouent Meg Ryan, Tim Robbins et Walter Matthau qui incarne Albert Einstein, a aussi été tourné à Princeton. 
L'histoire de la série Dr House se déroule à Princeton dans un hôpital imaginaire, appelé Princeton-Plainsboro, et les scènes d'extérieur montrent le centre du campus Frist de l'université Princeton.
Quelques autres princetonniens connus :
- Samuel Davies Alexander (1819-1894), né à Princeton, célèbre auteur et ecclésiastique presbytérien
- Samuel Alito, juge assesseur à la Cour suprême des États-Unis
- John Altman, écrivain
- Trey Anastasio du groupe Phish (Anastasio a vécu à Princeton avec sa famille et est allé à l'école Princeston Day avant d'aller à la Taft School de Watertown dans le Connecticut, et finalement à l'univertisté du Vermont.
- Russell Banks, écrivain
- Saul Bellow, écrivain
- Ben Bernanke, président du conseil d'administration des gouverneurs de la réserve fédérale des États-Unis
- Aaron Burr, 3e vice-président des États-Unis (sous Thomas Jefferson), a tué Alexander Hamilton en duel.
- Aaron Burr, Sr., fondateur de l'université Princeton
- Sim Cain, batteur des Rollins Band
- Mary Chapin Carpenter, chanteuse de folk/country
- Frances Folsom Cleveland, première dame
- Grover Cleveland, 22e et 24e président des États-Unis
- Ruth Cleveland
- Chris Conley, du groupe Saves the Day
- Whitney Darrow Jr., dessinateur de presse
- Jonathan Edwards, théologien congrégationaliste
- Albert Einstein a demeuré à Princeton où il est mort le 18 avril 1955.
- Richard Ford, écrivain
- George Gallup, statisticien et créateur de l'institut de sondage Gallup
- Michael Graves, architecte
- Ethan Hawke (est allé à l'école The Hun mais prétend être allé à la Princeton High School)
- Charles Hodge, principal du séminaire théologique de Princeton
- Indiana Jones, archéologue de fiction
- John Katzenbach, auteur de romans policiers.
- Bernard Kilgore
- John Lithgow, acteur
- John McPhee, auteur
- James Madison, 4e président des États-Unis
- Lyle Menendez et Erik Menéndez
- Toni Morrison, écrivain
- Ralph Nader, défenseur des consommateurs
- Charles Neider, auteur spécialiste de Mark Twain
- Bebe Neuwirth, actrice
- Joyce Carol Oates, auteur
- John O'Hara, écrivain
- Robert Oppenheimer, physicien théorique américain
- Henry Fairfield Osborn, paléontologue
- James Perry, sculpteur
- Christopher Reeve, acteur
- Howard P. Robertson y a demeuré de 1928 à 1947 en tant que membre du département de mathématiques de l'Université. Mais la quitte pour revenir à Caltech.
- Paul Robeson, chanteur, acteur et athlète (1898-1976)
- Ralph Schoenstein, écrivain
- Michael Showalter
- James Stewart, acteur
- Betsey Stockton
- Richard Stockton, homme politique
- Jon Tenney, acteur
- Haley Thompson, écrivain
- Andrew Wiles, mathématicien connu pour avoir démontré le théorème de Fermat
- Elisabeth Witherspoon
- John Witherspoon, signataire de la déclaration d'indépendance des États-Unis
- James Worden (1912-2004), membre de l'American Field Service, Compagnon de la Libération
- Boris Zubry, auteur, poète, inventeur et enseignant
- David Childs (1941-2025), architecte américain.

## Jumelages
- Colmar (France) depuis 1987
- Pettoranello del Molise (Italie)